# Otok (żupania dubrownicko-neretwiańska)
Otok – wieś w Chorwacji, w żupanii dubrownicko-neretwiańskiej, w gminie Slivno. W 2011 roku liczyła 70 mieszkańców.